# Igor Sadykov
Igor Sadykov (Osh, URSS, 23 de julio de 1967) es un deportista soviético, nacionalizado alemán, que compitió en halterofilia.
Ganó tres medallas en el Campeonato Mundial de Halterofilia entre los años 1990 y 1993, y una medalla de oro en el Campeonato Europeo de Halterofilia de 1991. Participó en los Juegos Olímpicos de Atlanta 1996, ocupando el séptimo lugar en la categoría de 99 kg.

## Palmarés internacional
| Representando a la URSS  |                           |                   |           |
| Campeonato Mundial       |                           |                   |           |
| Año                      | Lugar                     | Medalla           | Categoría |
| 1990                     | Budapest (Hungría)        | Medalla de plata  | 100 kg    |
| 1991                     | Donaueschingen (Alemania) | Medalla de oro    | 100 kg    |
| Campeonato Europeo       |                           |                   |           |
| Año                      | Lugar                     | Medalla           | Categoría |
| 1991                     | Władysławowo (Polonia)    | Medalla de oro    | 100 kg    |
| Representando a Alemania |                           |                   |           |
| Campeonato Mundial       |                           |                   |           |
| Año                      | Lugar                     | Medalla           | Categoría |
| 1993                     | Melbourne (Australia)     | Medalla de bronce | 99 kg     |